# Dan Șova
Dan Șova, né le 9 avril 1973 à Bucarest, est un homme politique roumain, membre du Parti social-démocrate (PSD).

## Biographie

### Engagement politique
Nommé, le 6 août 2012, ministre pour les Relations avec le Parlement lors du remaniement du premier gouvernement de Victor Ponta, il devient, lors de la formation du gouvernement Ponta II, ministre délégué, auprès du ministre de l'Économie, chargé des Projets d'infrastructures d'intérêt national et des Investissements étrangers.
Le 4 mars 2014, à l'occasion de la formation du Gouvernement Ponta III, Dan Șova est nommé ministre des Transports. Il est remplacé le 24 juin suivant par l'ancien ministre de l'Intérieur Ioan Rus.

## Négation de l’holocauste
Șova perd en mars 2012 sa fonction de porte-parole du PSD auprès de la presse après avoir nié publiquement le pogrom de Iași et fait l’éloge d’Ion Antonescu, dictateur du Royaume de Roumanie durant la Seconde Guerre mondiale. Alors qu’il est historiquement incontestable et prouvé que plus de 13 000 personnes ont été victimes de ce pogrom en Roumanie, Șova affirme que « les faits historiques montrent qu'à Iași 24 citoyens roumains d’origine juive ont été tués par des soldats allemands. [...] sans que des soldats roumains y fussent associés ». L’Institut national pour l’étude de l’Holocauste en Roumanie « Elie Wiesel » (INSHR-EW) critique violemment cette déclaration et on y voit une infraction à la loi roumaine. L'association de défense des Roms Romani CRISS et le Centre de lutte contre l’antisémitisme en Roumanie portent plainte pour négationnisme contre le sénateur. En conséquence, après s’être excusé publiquement, Șova est envoyé par le président du PSD, Victor Ponta, au musée du mémorial de l’Holocauste des États-Unis à Washington D.C. afin de s’y informer sur la persécution et extermination des Juifs en Roumanie.
Sa nomination au poste de ministre des Relations avec le parlement en 2012, se heurte à de violentes critiques. Aurel Vainer, président de la Fédération des communautés juives de Roumanie et député, déclare : « Cette nomination peut être considérée comme un moment de deuil dans notre histoire ».